# 木下稜介
木下 稜介（きのした りょうすけ、1991年7月16日 – ）は、奈良県出身の日本のプロゴルファー。AKRacing(エーケーレーシング)所属。

## 経歴
10歳のころからゴルフを始め、高校は四国学院大学香川西高等学校に進学。2009年、「全国高等学校ゴルフ選手権大会」で2位。
大阪学院大学に進学し、2013年、「朝日杯争奪日本学生ゴルフ選手権」で優勝。同年末にプロ転向。2014年、第1回となる「ダンロップ・スリクソン福島オープン」で2位に入ったがシードは逃した。なかなか優勝に恵まれなかったが2018年6月、AbemaTVツアーで優勝。同年8月、「フジサンケイクラシック」では初めて最終日最終組を回り、4位となる。賞金ランクも54位で初のシード権獲得。
2019年、「〜全英への道〜ミズノオープン」初日に自身初となるアルバトロスを記録。これはツアーとしても令和初のアルバトロス。賞金ランク34位で2年連続シード権獲得。
2020年、「三井住友VISA太平洋マスターズ」では最終日を首位で迎えたが、香妻陣一朗に逆転され2位。前年と同一シーズンとなった2021年、「日本ゴルフツアー選手権」で通算14アンダー、2位・古川雄大に5打という大差をつけて、初優勝をメジャーで飾った。次戦の「ダンロップ・スリクソン福島オープン」では最終日を首位・時松隆光から5打差で迎えたが追いついてプレーオフに持ち込み、逆転優勝。日本選手初となる初優勝からの連勝を飾った。 全英オープンでは日本人で唯一決勝ラウンドに進出し59位。2020年-2021年のJGTO賞金ランキングは自身最高となる3位で終えた。
2024年、「〜全英への道〜ミズノオープン」にて通算12アンダーで優勝し、3年ぶりツアー通算3勝目を飾り、7月の全英オープン選手権の出場権を獲得した。10月の日本オープンでは最終日17番ホールでのバンカーからの劇的チップインバーディなど最後まで優勝を争うも2位。年間賞金ランキングは6位で終えた。
2025年、2021年よりスポンサー契約を続けているAKRacingと所属契約を締結。

## 成績

### 日本ツアー優勝 (3)
| 勝数             |
| メジャー (1)     |
| ツアー他大会 (2) |

| No. | 日程             | 大会                               | スコア                | 2位との差  | 2位（タイ） |
| --- | ---------------- | ---------------------------------- | --------------------- | ---------- | ----------- |
| 1   | 2021年6月3-6日   | 日本ゴルフツアー選手権             | −14 (67-68-67-68=270) | 5打        | 古川雄大    |
| 2   | 2021年6月24-27日 | ダンロップ・スリクソン福島オープン | −25 (70-66-65-62=263) | プレーオフ | 時松隆光    |
| 3   | 2024年5月23-26日 | 〜全英への道〜ミズノオープン       | −12 (69-66-70-71=276) | 2打        | 高君宅      |

## スポンサー
AKRacing - 所属契約
ブリヂストン - 用具総合契約
BMW
パーリーゲイツ - ウェア
UHA味覚糖